# Moonee Beach
Moonee Beach är en ort i Australien. Den ligger i kommunen Coffs Harbour och delstaten New South Wales, i den sydöstra delen av landet, omkring 450 kilometer nordost om delstatshuvudstaden Sydney.
Närmaste större samhälle är Coffs Harbour, omkring 11 kilometer söder om Moonee Beach. 
Genomsnittlig årsnederbörd är 1 716 millimeter. Den regnigaste månaden är januari, med i genomsnitt 287 mm nederbörd, och den torraste är oktober, med 24 mm nederbörd.